# Outeiro da Vinha
Outeiro da Vinha ist ein Dorf im Südosten des portugiesischen Kreises Seia (Distrikt Guarda). Es ist eine Ortschaft der Gemeinde Alvoco da Serra.

## Geografie
Der Ort liegt in den westlichen Ausläufern der Serra de Estrela. Verkehrlich erschlossen wird er durch die Nationalstraße 231 und liegt auf halbem Weg zwischen Alvoco da Serra und Vasco Esteves de Baixo.

## Geschichte
1931 wurde auf Betreiben von José Francisco und José Firmino die Capela de Nossa Senhora de Fátima errichtet.